# 旭前駅
旭前駅（あさひまええき）は、愛知県尾張旭市旭前町5丁目にある、名鉄瀬戸線の駅である。駅番号はST14。

## 歴史
旭前駅としての開業は、1942年（昭和17年）である。ただし、旭前駅に近接する場所に、瀬戸線開業時に設置されていた聾石駅（つんぼいしえき）が同時期に廃止されており、両駅の関係について、同一駅の改名移転とする資料も、聾石駅の廃止と旭前駅の新設とする資料もある。

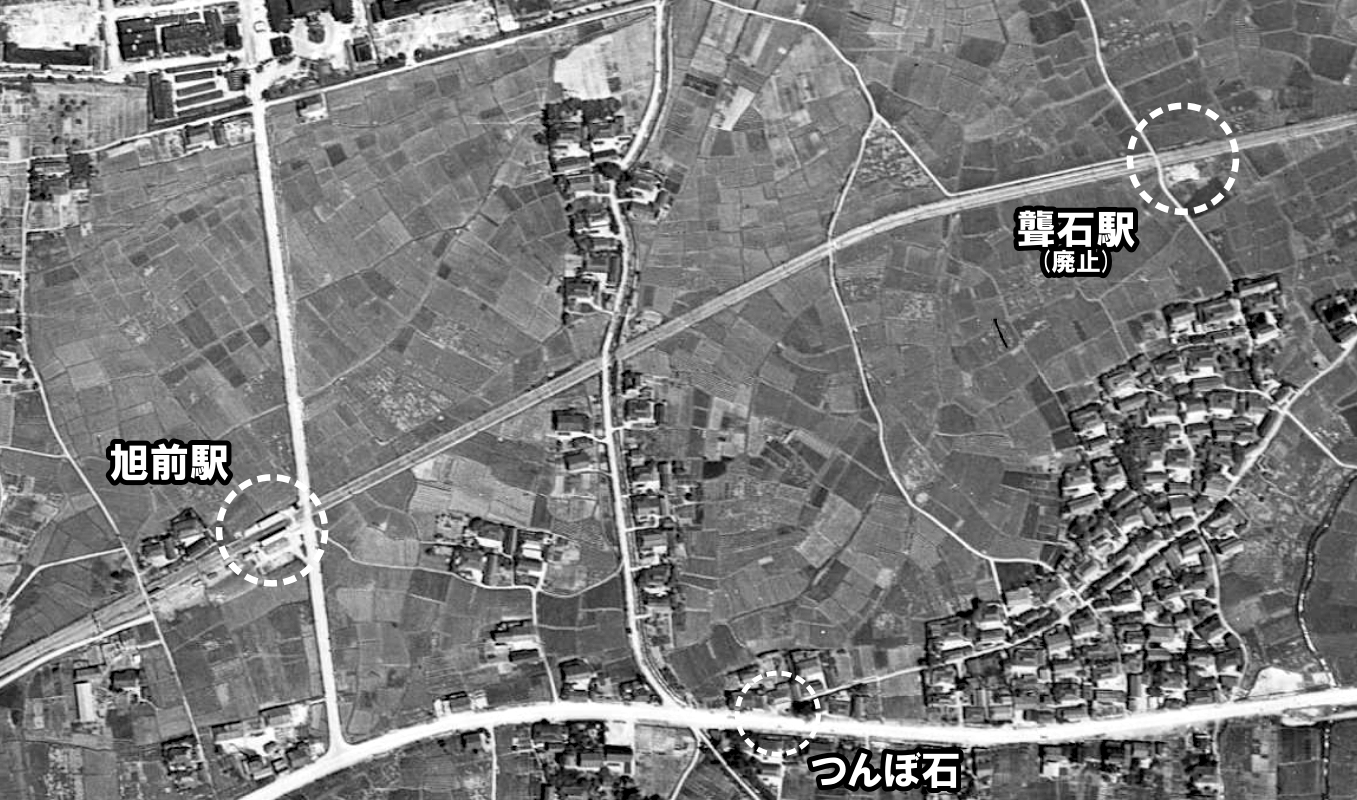
旭前駅と聾石駅の位置関係（1946年） 帰属：国土交通省「国土画像情報（カラー空中写真）」 配布元：国土地理院地図・空中写真閲覧サービス

### 年表
- 1905年（明治38年）4月2日 - 聾石駅開業。
- 1942年（昭和17年） - 聾石駅廃止。旭前駅開業。
- 1985年（昭和60年）4月19日 - 新駅舎完成[2]。
- 2006年（平成18年）
  - 8月31日 - 無人化[3]。駅集中管理システム導入。
  - 12月16日 - トランパス対応開始。
- 2011年（平成23年）2月11日 - ICカード乗車券「manaca」供用開始。
- 2012年（平成24年）2月29日 - トランパス供用終了。
- 2015年（平成27年）11月21日 - 町名地番変更に伴い、所在地が尾張旭市旭前町広久手から尾張旭市旭前町5丁目に変更される。
- 2017年（平成29年）11月 - 駅改良および北口駅舎新設工事着工[4]。
- 2018年（平成30年）3月28日 - 改良工事完了、北口の供用を開始[4]。

## 駅構造
相対式2面2線ホームの地上駅。無人駅であり、駅集中管理システムが導入されている。無人化後の管理は大曽根駅が担っているが、トラブル時には三郷駅より係員が来る仕組みとなっている。
駅舎・改札口は2番線（栄町方面）の南口と、1番線（尾張瀬戸方面、2018年（平成30年）3月設置）の北口が設置されている。北口は車椅子を利用している人などバリアフリーのための改札として利用される。北口設置後も駅構内に跨線橋が残っている。南口駅舎にはテナントスペースがあるがすべてシャッターは閉じている。トイレは駅構内にはなく、南口駅舎脇に公衆トイレが設置されている。
駅集中管理システム導入前は早朝・夜間の無人となる時間帯に駅を開放しており、降車客のきっぷは運転士が回収していた。
| 番線 | 路線      | 方向 | 行先         |
| ---- | --------- | ---- | ------------ |
| 1    | ST 瀬戸線 | 下り | 尾張瀬戸方面 |
| 2    | ST 瀬戸線 | 上り | 栄町ゆき     |

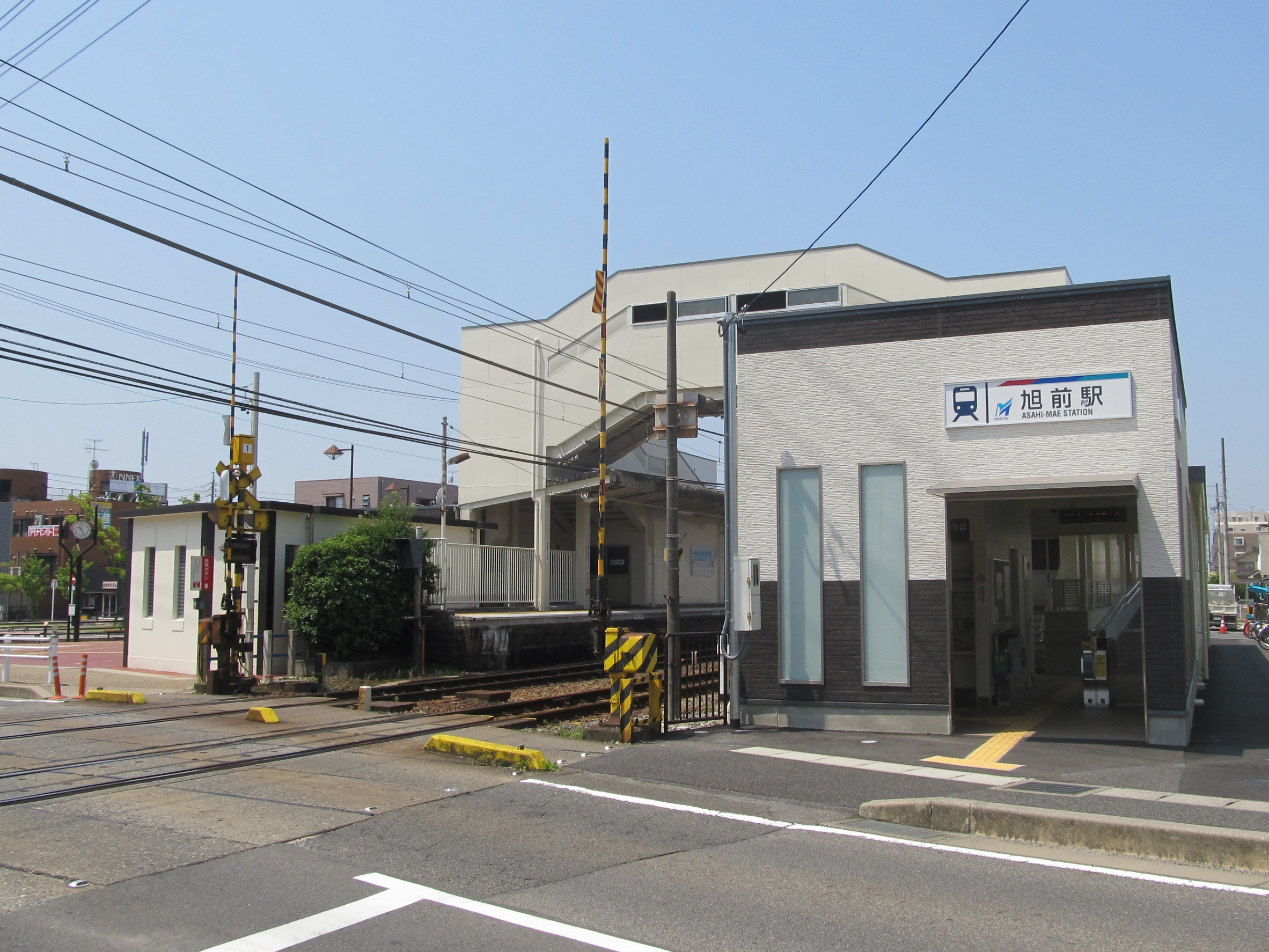
北口
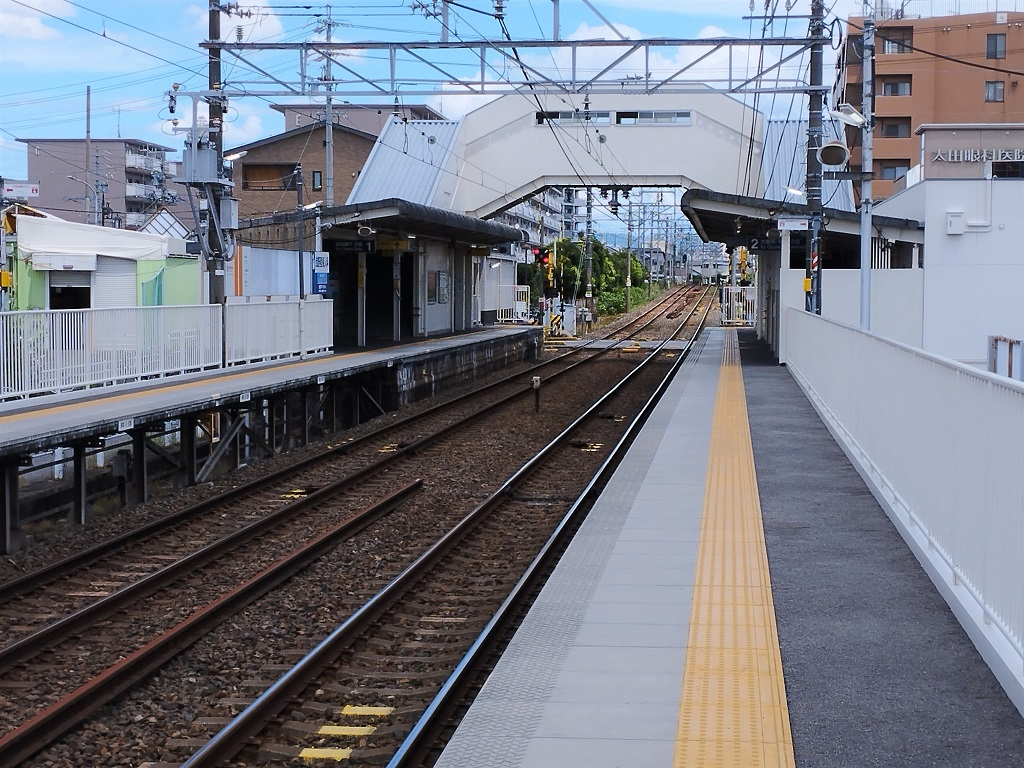
ホーム
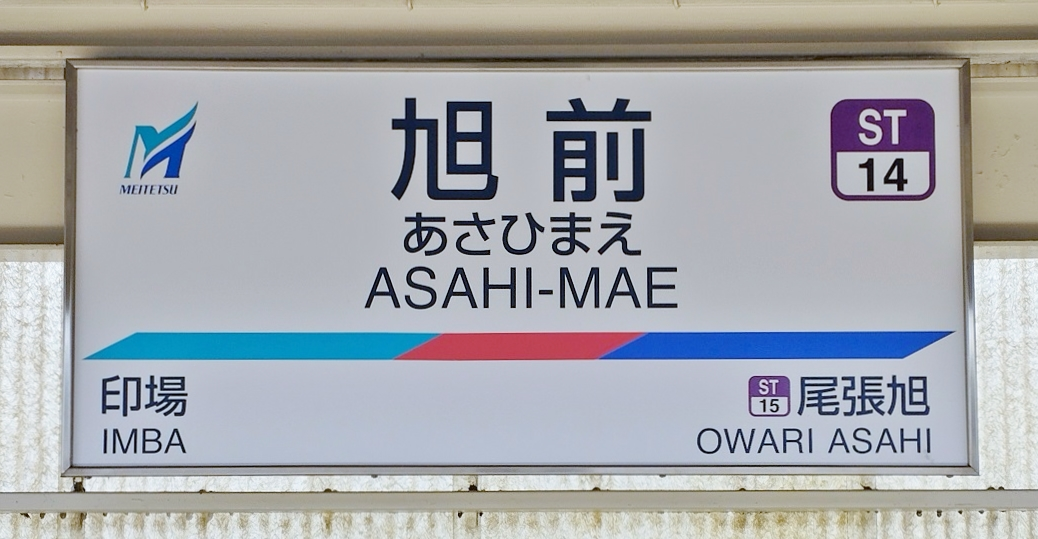
駅名標

### 配線図
| ← 尾張瀬戸方面 | 旭前駅 構内配線略図 | → 大曽根・ 栄町方面 |
| 凡例 出典:     |                     |                     |

## 駅周辺
周辺は住宅地であるが、区画整理中のため空き地が目立つ。近年、南口に駅前ロータリーが整備されている。
- タチヤ 旭前店
- 愛知県立旭野高等学校
- 旭サナック本社
- 旭精機工業本社
- 中日信用金庫 尾張旭支店
- あいち銀行 尾張旭支店
- つんぼ石
- 瀬戸街道（愛知県道61号名古屋瀬戸線）
- 山手通り
- 城山街道
- 旭労災病院 - 病院へは隣の印場駅からでもアクセスできるが、当駅からの方が若干近い。徒歩30分弱。印場駅とは異なり、無料送迎バスは駅前に乗り入れない。

## 路線バス
駅北側の旭前駅北停留所と南口前ロータリー内の旭前駅停留所に停車する。
- 尾張旭市営バス「あさぴー号」：西ルート

## 利用状況
- 『名鉄120年：近20年のあゆみ』によると2013年度当時の1日平均乗降人員は5,250人であり、この値は名鉄全駅（275駅）中82位、瀬戸線（20駅）中10位であった[7]。
- 『名古屋鉄道百年史』によると1992年度当時の1日平均乗降人員は8,024人であり、この値は岐阜市内線均一運賃区間内各駅（岐阜市内線・田神線・美濃町線徹明町駅 - 琴塚駅間）を除く名鉄全駅（342駅）中56位、瀬戸線（19駅）中9位であった[8]。
- 「尾張旭市の統計」、「移動等円滑化取組報告書」によると、当駅の一日平均乗降人員は以下の通り推移している[9][10]。

| 年度   | 1日平均 乗降人員 |
| ------ | ---------------- |
| 2003年 | 4,506            |
| 2004年 | 4,537            |
| 2005年 | 4,595            |
| 2006年 | 4,566            |
| 2007年 | 4,488            |
| 2008年 | 4,717            |
| 2009年 | 4,568            |
| 2010年 | 4,735            |
| 2011年 | 4,840            |
| 2012年 | 5,006            |
| 2013年 | 5,250            |
| 2014年 | 5,299            |
| 2015年 | 5,672            |
| 2016年 | 5,894            |
| 2017年 | 6,016            |
| 2018年 | 6,102            |
| 2019年 | 6,281            |
| 2020年 | 5,338            |

※ 1995年（平成7年）の印場駅開業により利用者が分散し、減少していた時期があったが、近年は若干回復傾向にある。

## 隣の駅
名古屋鉄道
ST 瀬戸線
■急行
通過
■準急・■普通
印場駅（ST13） - 旭前駅（ST14） - 尾張旭駅（ST15）